# Floresta do Piauí
Floresta do Piauí là một đô thị thuộc bang Piauí, Brasil. Đô thị này có diện tích 206,144 km², dân số năm 2007 là 2564 người, mật độ 12,44 người/km².